# Earl Hooker
Earl Hooker (15. ledna 1929 Clarksdale, Mississippi, USA – 21. dubna 1970 Chicago, Illinois, USA) byl americký bluesový kytarista a zpěvák. Často hrál na slide kytaru a rovněž i na dvoukrkou kytaru, například Gibson EDS-1275. V roce 2013 byl posmrtně uveden do Blues Hall of Fame. Jeho bratrancem byl bluesový hudebník John Lee Hooker.